# Vang sủi

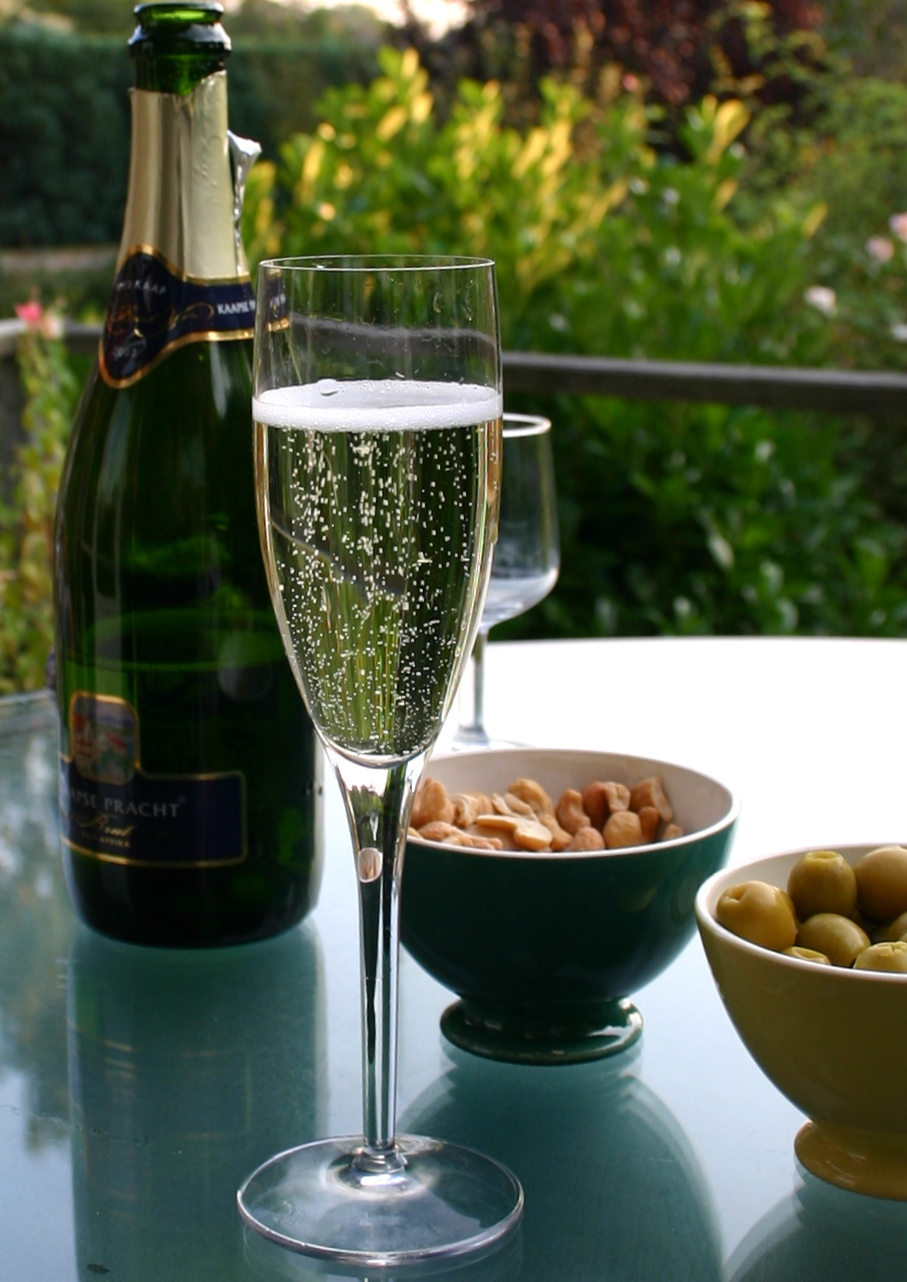
Một ly vang sủi ở Pháp

Vang sủi hay rượu vang sủi tăm/sủi bọt hay vang có gas là một loại rượu vang có chứa một hàm lượng carbon dioxide (CO2) đáng kể làm cho nó khi rót ra thì có hiện tượng sủi bọt tăm li ti. Trong khi sản xuất người ta cho thêm ít đường vào để rượu lên men tạo sủi bọt, để khi khui và rót rượu sẽ có những hạt bọt khí li ti nổi lên phía trên mặt nước. 

## Đặc điểm
Rượu vang sủi thường có màu trắng hoặc màu hồng, nói chung, khi ở thể vang trắng, chúng sẽ có màu vàng ánh kim long lanh đẹp mắt nhưng cũng có loại rượu vang đỏ lấp lánh như Brachetto của Ý, Bonarda và Lambrusco, Shiraz của Úc và "Trân châu Azerbaijan" được làm từ nho Madrasa. Đây là loại rượu vang hay dùng trong các tiệc chiêu đãi hoặc các dịp trọng thể và không quá kén về đối tượng thưởng rượu. Rượu vang sủi gợi lên hương của táo tươi dằm, táo ngâm gia vị, quả lê chín hoặc táo, lê, cam quýt, dâu tây, kem và vani (thường là phần dư vị đọng lại), hương vị nấm men và quả hạch phỉ là những mùi vị đặc trưng.
Các khí bong bóng lăn tăn trong rượu vang sủi được hình thành trong quá trình lên men tại giai đoạn 2 của quy trình làm rượu vì đều bắt nguồn từ một sự pha trộn của nho. Quá trình này được nhà sản xuất rượu sử dụng rượu nho được chiết xuất nguyên chất từ giai đoạn 1 và sau đó cho thêm một vài gram đường, một vài gram nấm men. Men này và đường chuyển đổi carbon dioxide–CO2 tạo ra chất gas trong rượu, tạo ra nồng độ cồn tương ứng nên có khí bong bóng lăn tăn một cách đẹp mắt, chúng thường được ướp lạnh trước khi khui.